# Governo Farini
Il Governo Farini è stato il quarto esecutivo del Regno d'Italia, guidato da Luigi Carlo Farini.
Esso, nato in seguito alle dimissioni del governo precedente, è stato in carica dall'8 dicembre 1862 al 24 marzo 1863, per un totale di 106 giorni, ovvero 3 mesi e 16 giorni.

## Compagine di governo

### Appartenenza politica
| Partito | Partito        | Presidente | Ministri | Totale |
| ------- | -------------- | ---------- | -------- | ------ |
|         | Destra storica | 1          | 9        | 10     |

### Provenienza geografica
La provenienza geografica dei membri del Consiglio dei ministri si può così riassumere:
| Regione        | Presidente | Ministri | Totale |
| -------------- | ---------- | -------- | ------ |
| Emilia-Romagna | 1          | 2        | 3      |
| Campania       | -          | 1        | 1      |
| Francia        | -          | 1        | 1      |
| Liguria        | -          | 1        | 1      |
| Piemonte       | -          | 1        | 1      |
| Puglia         | -          | 1        | 1      |
| Sicilia        | -          | 1        | 1      |
| Toscana        | -          | 1        | 1      |

### Situazione parlamentare
NOTA: Ai tempi del Regno d'Italia, poiché secondo lo Statuto Albertino il governo rispondeva nei fatti al solo Re, la fiducia parlamentare in senso moderno non era obbligatoria (ed in tal senso vari sono stati i casi di formazione di un governo palesemente privo di tale supporto). La prassi di determinare la sopravvivenza dell’esecutivo in base al supporto parlamentare, dunque, si è andata sviluppando solo successivamente, specie con l’ascesa dei partiti di massa e con l’introduzione del sistema proporzionale, in tempi molto più tardi rispetto all’unità, ed ufficialmente solo con la Costituzione della Repubblica Italiana. Per questo motivo, il grafico sottostante espone, secondo ricostruzioni e dichiarazioni, nonché secondo la composizione del governo, l’eventuale supporto che questo avrebbe o ha ottenuto.
| Camera              | Collocazione     | Partiti                | Seggi     |
| ------------------- | ---------------- | ---------------------- | --------- |
| Camera dei deputati | Maggioranza      | PLC (342)              | 342 / 443 |
| Camera dei deputati | Appoggio esterno | IND (23)               | 23 / 443  |
| Camera dei deputati | Opposizione      | DEM (62), ER-Pd'A (14) | 78 / 443  |

## Composizione
| Carica                                | Titolare                                                                  | Titolare                                               | Titolare                                                  |
| Presidenza del Consiglio dei ministri | Presidenza del Consiglio dei ministri                                     | Presidenza del Consiglio dei ministri                  | Presidenza del Consiglio dei ministri                     |
| ------------------------------------- | ------------------------------------------------------------------------- | ------------------------------------------------------ | --------------------------------------------------------- |
| Presidente del Consiglio dei ministri |                                                                           |                                                        | Luigi Carlo Farini (Destra storica)                       |
| Ministero                             | Ministri                                                                  | Ministri                                               | Ministri                                                  |
| Affari Esteri                         |                                                                           |                                                        | Giuseppe Pasolini (Destra storica)                        |
| Agricoltura, Industria e Commercio    |                                                                           |                                                        | Giovanni Manna (Destra storica)                           |
| Lavori Pubblici                       |                                                                           |                                                        | Luigi Federico Menabrea (Destra storica)                  |
| Interno                               |                                                                           |                                                        | Ubaldino Peruzzi (Destra storica)                         |
| Istruzione                            |                                                                           |                                                        | Michele Amari (Destra storica)                            |
| Guerra                                |                                                                           |                                                        | Alessandro Della Rovere (Destra storica)                  |
| Marina                                |                                                                           |                                                        | Giovanni Ricci (Destra storica) (fino al 21 gennaio 1863) |
| Marina                                | Luigi Federico Menabrea (Destra storica) Ad interim (dal 22 gennaio 1863) |                                                        |                                                           |
| Marina                                |                                                                           | Orazio Di Negro (Destra storica) (dal 25 gennaio 1863) |                                                           |
| Finanze                               |                                                                           |                                                        | Marco Minghetti (Destra storica)                          |
| Grazia e Giustizia e Culti            |                                                                           |                                                        | Giuseppe Pisanelli (Destra storica)                       |

## Cronologia

### 1862
- 11 dicembre - I ministri a Torino prestano giuramento nelle mani del Re. Al Senato il presidente del consiglio dei ministri, Farini, annunzia la formazione del nuovo governo e legge il discorso programma. Idem alla Camera: svolgimento interno delle libertà costituzionali, con l'ordine pubblico; fede nel compimento dell'unità nazionale, atteso per occasioni preparate abilmente, senza illusioni e sfiducia.
- 18 dicembre - Uno dei primi atti del governo consiste nell'inviare più truppe nel Sud per la repressione del brigantaggio.

### 1863
- 22 gennaio - Il Ministro della Marina, Ricci, si dimette perché non è soddisfatto della situazione complessiva della marina da guerra.
- 22 marzo - Farini, dominato da vario tempo da forte sovraeccitazione fortemente accentuatasi per la causa polacca, è persuaso a sottoscrivere la domanda al Re di essere esonerato dalla carica di Presidente del Consiglio. Ciò è concluso in un consiglio dei ministri tenuto in casa di Minghetti: Farini ha dato nei giorni scorsi in escandescenze allarmanti, persino alla presenza del Re, contro il quale ha vibrata, si dice, un'arma - prontamente scansata - per eccitarlo a dichiarare la guerra alla Russia per la Polonia.
- 24 marzo - Preoccupato per la salute di Farini, il Re lo sostituisce con Marco Minghetti, ministro delle finanze, lasciando invariato il resto dell'esecutivo. Si conclude formalmente l’esperienza del governo Farini.